# Vol Trans Caribbean Airways 505
Le vol Trans Caribbean Airways 505 était un vol intérieur régulier reliant New York, aux États-Unis, à Saint-Thomas, dans les Îles Vierges des États-Unis, avec une escale prévue à Porto Rico. Le 28 décembre 1970, le Boeing 727-200 effectuant ce vol est sorti de la piste 09 lors de l'atterrissage à l'aéroport Harry S. Truman, tuant deux des 55 passagers et membres d'équipage à bord et blessant 51 des 53 survivants.
Il s'agit du seul accident aérien mortel impliquant un appareil de Trans Caribbean Airways (en).

## Avion et équipage
L'aéronef impliqué est un Boeing 727-2A7 âgé d'un an et immatriculé N8790R (numéro de série 20240/717). Il était équipé de trois turboréacteurs Pratt & Whitney JT8D-9A.
Le commandant de bord est Fred Worle (40 ans) ; il totalise 10 665 heures de vol, dont seulement 350 heures sur 727. Le copilote, Raymond Hayes (45 ans), a effectué 9 471 de ses 21 016 heures de vol sur ce type d'appareil. L'officier mécanicien navigant, Charles Ferrell (41 ans), cumule 17 589 heures de vol à son actif, dont 1 519 heures sur 727.

## Accident
Le vol 505 a décollé de l'aéroport international Luis-Muñoz-Marín de Porto Rico à 14 h 27, après un vol sans incident depuis l'aéroport international de New York - John-F.-Kennedy. La partie du vol jusqu'à l'atterrissage à l'aéroport Harry S. Truman s'est également déroulé normalement. Les conditions météorologiques à Saint-Thomas comprenait un ciel dégagé, un vent soufflant du 100° à 10 nœuds (18 km/h) et une visibilité supérieure à 30 miles (48 km). 
À environ 30 pieds (9 m) au-dessus de la piste 09, l'avion a semblé chuté brusquement, la vitesse chutant de 5 nœuds (9 km/h) en dessous de la vitesse de référence pour l'atterrissage. Il a presque immédiatement rebondi à environ 50 pieds (15) dans les airs, et le commandant de bord a alors déployé les aérofreins, provoquant une descente encore plus rapide de l'avion. Selon les entretiens avec les survivants, lors du deuxième atterrissage, « l'avion a heurté si fortement le sol que cela a littéralement secoué tout l'appareil ». Des bruits de grincement métallique, probablement liés à l'effondrement du train d'atterrissage principal droit, a été entendu sur l'enregistreur phonique (CVR) alors que le 727 rebondissait dans les airs pour la 2e fois. 
Le copilote a alors effectué une poussée extrême vers le bas, avant de tirer complètement sur le manche. Le commandant a alors demandé une remise de gaz, mais le mécanicien navigant s'y est opposé. Les volets ont été rentrés à 25° alors que l'avion se posait la piste pour la troisième fois. À ce moment-là, le CVR a arrêté d'enregistrer. 
Le vol 505 a ensuite dépassé la piste 09, le moteur n°3 ayant subi un décrochage de compresseur. Les restes du train d'atterrissage droit et une partie de l'extrémité de l'aile droite ont ensuite heurté le sol, puis le 727 à traversé la clôture de l'aéroport et une autoroute, en percutant un camion, dont le conducteur avait été évacué quelques secondes auparavant. L'avion, alors toujours en mouvement, a dérapé sur le flanc d'une colline, avant de s'arrêter et de prendre rapidement feu. Deux passagers ont été tués dans l'accidents et 51 des 53 survivants ont été blessés.

## Enquête
Une enquête sur cet accident a été rapidement ouverte par le Conseil national de la sécurité des transports (NTSB). Un rapport préliminaire sur l'accident a été publié le 9 avril 1971, tandis que le rapport final a été publié le 29 décembre de la même année.
Le NTSB a déterminé que la cause probable de cet accident était l'utilisation de techniques inappropriées par le commandant de bord pour récupérer un rebond important généré par une approche non stabilisée et un atterrissage mal exécutés. La mauvaise gestion des ressources de l'équipage, notamment le manque de coordination dans le cockpit, pendant l'approche et la tentative de récupération de l'appareil, effectuée après le premier rebond, a également contribué à l'accident.